# Cabo Daciolo
Benevenuto Daciolo Fonseca dos Santos (Florianópolis, 30 de marzo de 1976), más conocido como Cabo Daciolo, es un bombero militar y político brasileño. En 2014 fue elegido diputado federal por Río de Janeiro. Expulsado del PSOL en 2015, estuvo afiliado a Avante y Patriota, actualmente, está afiliado al Partido Democrático Laborista.
Está casado con Cristiane Daciolo y es padre de tres hijos.
Daciolo ganó notoriedad en 2011, cuando fue uno de los líderes de la huelga de los bomberos en Río de Janeiro. En la ocasión, los huelguistas ocuparon el cuartel general de la corporación y acamparon en las escaleras de la Alerj. Daciolo llegó a ser arrestado por nueve días en la cárcel de Bangu I.
Con 1.348.323 votos (1.26%), alcanzó el sexto lugar en las elecciones presidenciales de 2018.

## Carrera política
Fue elegido diputado federal por Río de Janeiro en las elecciones estatales de 2014.
En marzo de 2015, Daciolo generó fricción dentro del PSOL al defender la liberación de los doce policías acusados de participar en la tortura y muerte del albañil Amarildo Dias de Souza en 2013. En mayo del mismo año, el directorio nacional del PSOL decidió, por 53 votos a 1, expulsar a Daciolo del partido después de que él propuso una enmienda constitucional para alterar el párrafo primero de la Constitución Brasileña de "todo poder emana del pueblo" para "todo poder emana de Dios ", lo que, según el PSOL, hiere el estado laico. En la misma reunión del directorio nacional, el PSOL decidió, por 31 votos a 24, no reivindicar al Tribunal Superior Electoral (TSE) el mandato de Daciolo.
Durante la votación del proceso de destitución de Dilma Rousseff, defendió no sólo su salida, sino también la salida del vicepresidente, Michel Temer; dijo el presidente de la Cámara de Diputados, Eduardo Cunha, a la Rede Globo, y al gobernador y vicegobernador de su estado, Luiz Fernando Pezão y Francisco Dornelles respectivamente.
En diciembre de 2017, se informó de la absolución de Daciolo por el Supremo Tribunal Federal sobre la base de una ley por él misma propuesta cuando ya era objeto de acción judicial.
Daciolo era reo en acción criminal por asociación criminal (artículo 288, párrafo único, Código Penal) y por diversos dispositivos de la Ley de Seguridad Nacional, pero fue beneficiado por una ley de su autoría que amnistió bomberos y policías militares de diversos estados que participaron de movimientos huelguistas entre 2011 y 2015. El 28 de marzo de 2018, fue lanzado por Patriota como candidato a Presidente de la República.
En julio de 2018, en sesión en la cámara de los diputados, profetizó la cura de su colega, también diputada, Mara Gabrilli, deficiente física. Daciolo pasó buena parte de la campaña electoral en el Monte de los Olivos, un monte situado en el barrio carioca de Campo Grande.
Durante el debate entre los candidatos a presidente promovido por Rede Bandeirantes, Daciolo afirmó que el candidato por el PDT, Ciro Gomes, era uno de los fundadores del Foro de São Paulo, y lo cuestionó sobre su participación en la creación de una supuesta Unión de las Repúblicas Socialistas América Latina, la URSAL. Ciro Gomes, por su parte, respondió que no es fundador del Foro de Sao Paulo y que desconocía el asunto, generando risa en la platea. El hecho generó al día siguiente una avalancha de memes en las redes sociales, que trataban el tema con humor. Con 1.348.323 votos (1.26%), alcanzó el sexto lugar en las elecciones presidenciales de 2018.